# Mustafa Edip Servet

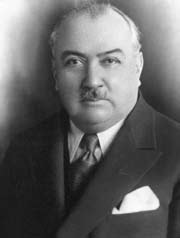
Edip Servet Tör

Mustafa Edip Servet oder auch Mustafa Edip Tör (* 1881 in Kuruçeşme, Istanbul; † 1960) war ein türkischer Stabsoffizier, Abgeordneter der Großen Nationalversammlung der Türkei und der neunte Großmeister der Großloge der Freien und Angenommenen Maurer der Türkei.

## Leben
Servet wurde als Sohn von Ahmet Servet Pascha und Emine İfakat geboren. Seine Grundschulausbildung absolvierte er im Jemen, als sein Vater der Oberkommandierende der dortigen osmanischen Truppen war. Danach besuchte er die militärischen Schulen in Selanik und das Militärgymnasium Kuleli in Istanbul. Seine Ausbildung beendete er 1904 und 1909 wurde er zum Stabsoffizier ernannt. In Selanik schloss er sich der verbotenen Organisation Vatan ve Hürriyet Cemiyeti(deutsch Gesellschaft für Vaterland und Freiheit) an. Infolgedessen musste er zeitweilig nach Istanbul fliehen. Er zählte zu den engsten Freunden von Mustafa Kemal Atatürk. 1915 heiratete er die Tochter Rasim Paschas, des Gouverneurs von Tripolitanien. 1916 war er an der Kaukasusfront stationiert. 1917 war er in Gazza und Dobrudscha stationiert und erhielt den Orden Üçünçü Mecidi Nişani 1. Klasse. Danach trat er aus der osmanischen Armee aus, schloss sich Atatürk an und nahm am türkischen Befreiungskrieg teil. Dabei erhielt er den Auftrag, den Waffennachschub sicherzustellen. Nach dem Krieg wurde er dann Abgeordneter. Zwischen 1926 und 1927 schickte Atatürk ihn in diplomatischen Missionen in verschiedene Länder. Nach dem Tod Atatürks zog sich Servet aus dem öffentlichen Leben zurück und erlitt 1944 eine Gehirnblutung, die ihn zum Teil lähmte. Den Rest seines Lebens verbrachte er daraufhin damit, klassische Musik zu hören, zu lesen und sich mit Freunden zu unterhalten.

## Freimaurerei
1904, als er in Selanik war, erfolgte seine Lichteinbringung in der zum Grande Oriente d’Italia gehörenden Macedonia Rizorta Loge. Am 20. November 1904 wurde er zum Gesellen und im Februar 1905 wurde er Mitglied in der Veritas-Loge. 1927 wurde er ein Freimaurer dreiunddreißigsten Grades. 1927 wurde er zum Großmeister gewählt und hielt diese Funktion bis 1930 inne.